# Педурень (Констанца)
Педурень, Педурені (рум. Pădureni) — село у повіті Констанца в Румунії. Входить до складу комуни Добромір.
Село розташоване на відстані 147 км на схід від Бухареста, 62 км на захід від Констанци.

## Населення
За даними перепису населення 2002 року у селі проживали 157 осіб, усі — румуни. Усі жителі села рідною мовою назвали румунську.